# Pszeniec zwyczajny
Pszeniec zwyczajny (Melampyrum pratense L.) – gatunek rośliny należący do rodziny zarazowatych (Orobanchaceae). Główny obszar występowania to Europa, ale na pojedynczych stanowiskach notowany jest także w Ameryce Północnej i Środkowej, Azji, Australii i Afryce. W Polsce jest pospolity na niżu, w górach występuje rzadziej.

## Morfologia
ŁodygaWzniesiona i przeważnie rozgałęziona, czterokanciasta, naga lub słabo owłosiona, o wysokości 10–60 cm.
LiścieUlistnienie naprzeciwległe. Liście krótkoogonkowe o kształcie od jajowatolancetowatego do równowąskiego. Na szczytach pędów przechodzą w małe, zielone przysadki o zaokrąglonych nasadach. Dolne z nich są podobne do liści, górne są całobrzegie lub posiadają w nasadzie jeden do kilku krótszych lub dłuższych ząbków.
KwiatyKwiaty zebrane w luźne jednostronne grono na szczytach pędów. Są ustawione prawie poziomo. Okwiat zróżnicowany na kielich i koronę. Kielich nagi, dzwonkowaty, złożony z 4 działek o działkach 3–4 razy krótszych od korony. Korona o długości 15–20 mm, koloru jasnożółtego lub żółtego, z długą prostą rurką o zamkniętej gardzieli. Jej dolna warga jest prosto wyciągnięta i zbliżona do górnej. Charakterystyczną cechą gatunkową jest występowanie u nasady korony pierścienia włosków. Pręciki dwusilne o nitkach przyrośniętych do korony. Mają obficie owłosione pylniki. Zalążnia słupka jest górna i posiada jeden miodnik w dolnej części.
OwocJajowata, podłużna, naga torebka z dwiema komorami. Jest spłaszczona po bokach i zawiera po 2 gładkie i jajowate nasiona w każdej komorze.
KorzeńCienki i słabo rozgałęziony.

## Biologia i ekologia
RozwójRoślina jednoroczna, półpasożyt, pobierający za pomocą ssawek z korzeni innych roślin wodę wraz z solami mineralnymi. W związku z tym w uprawach rolnych uważany jest za chwast. Roślina owadopylna i miododajna. Kwitnie od czerwca do lipca. Przysadki pszeńca zwyczajnego wydzielają słodki sok, który jest chętnie zbierany przez mrówki. Jest to rodzaj korzystnego dla obydwu gatunków współżycia – licznie występujące na pędach mrówki chronią roślinę od zjadania przez roślinożerców. Roślina chętnie zjadana jest przez bydło i wpływać ma korzystnie na ilość wytwarzanego mleka.
Roślina trującaCała roślina i jej nasiona są trujące dla człowieka.
SiedliskoLasy, szczególnie dąbrowy, buczyny, lasy sosnowe, obrzeża lasów, zarośla, murawy. W klasyfikacji zbiorowisk roślinnych gatunek charakterystyczny dla Cl. Vaccinio-Piceetea.
ZmiennośćRoślina bardzo zmienna morfologicznie i ekologicznie, należy do niej kilka podgatunków. Zmienne jest zabarwienie roślin – przy silniejszej ekspozycji na światło słoneczne rośliny zawierają w wakuolach więcej antocyjanów. Zmienia się także z wiekiem zabarwienie kwiatów.
GenetykaLiczba chromosomów 2n = 18.

## Galeria zdjęć

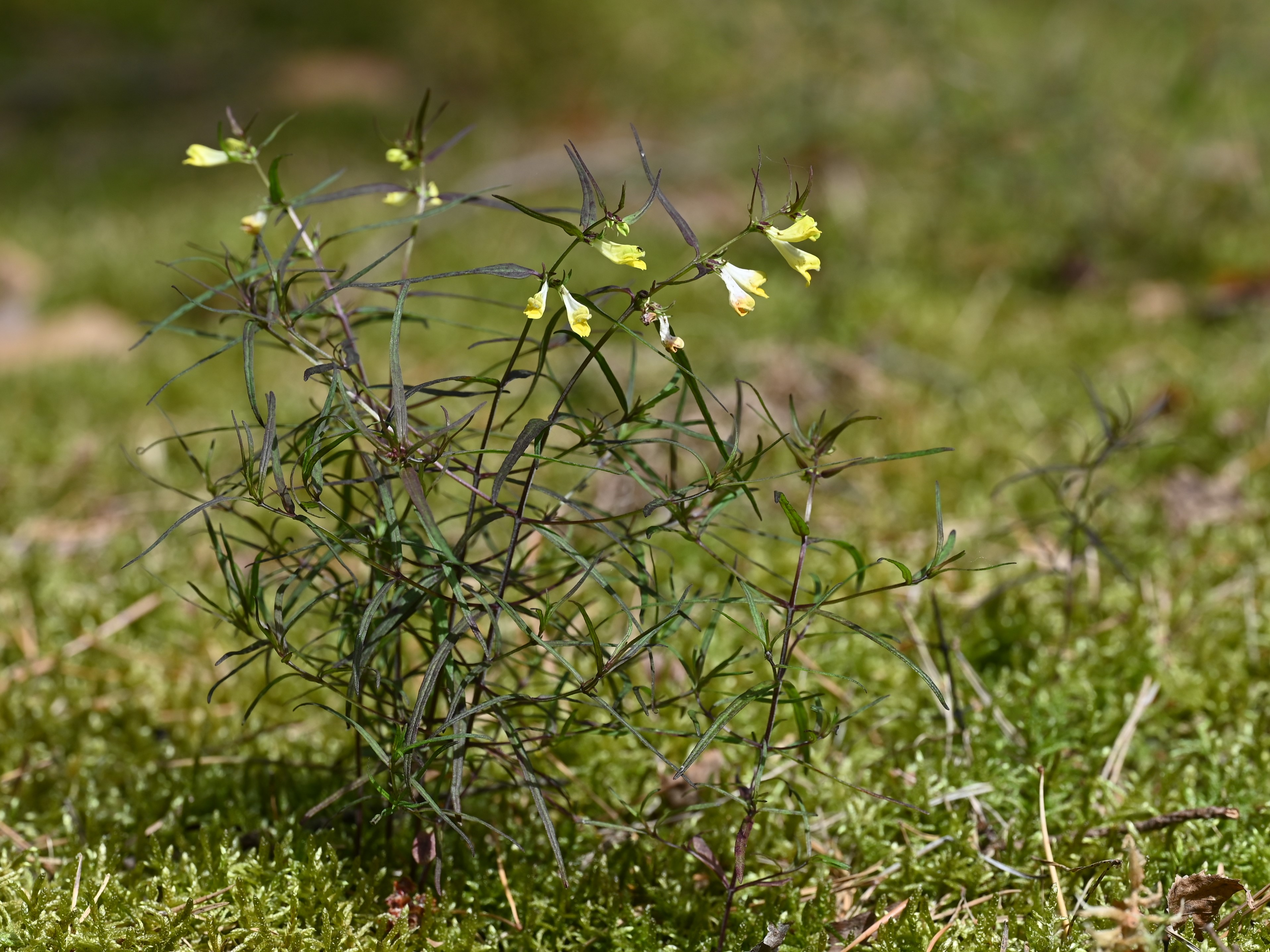
Pokrój
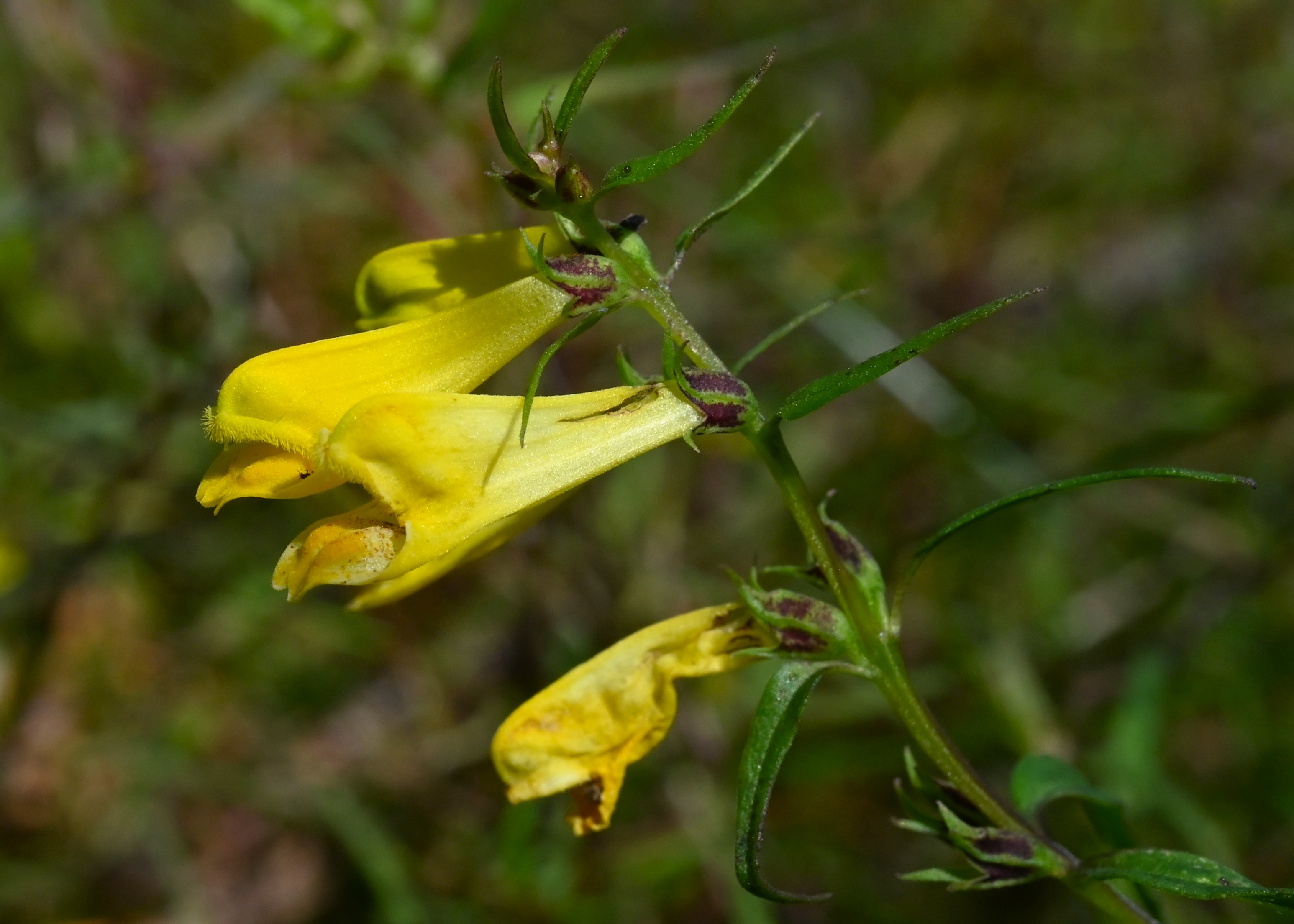
Kwiaty i przysadki
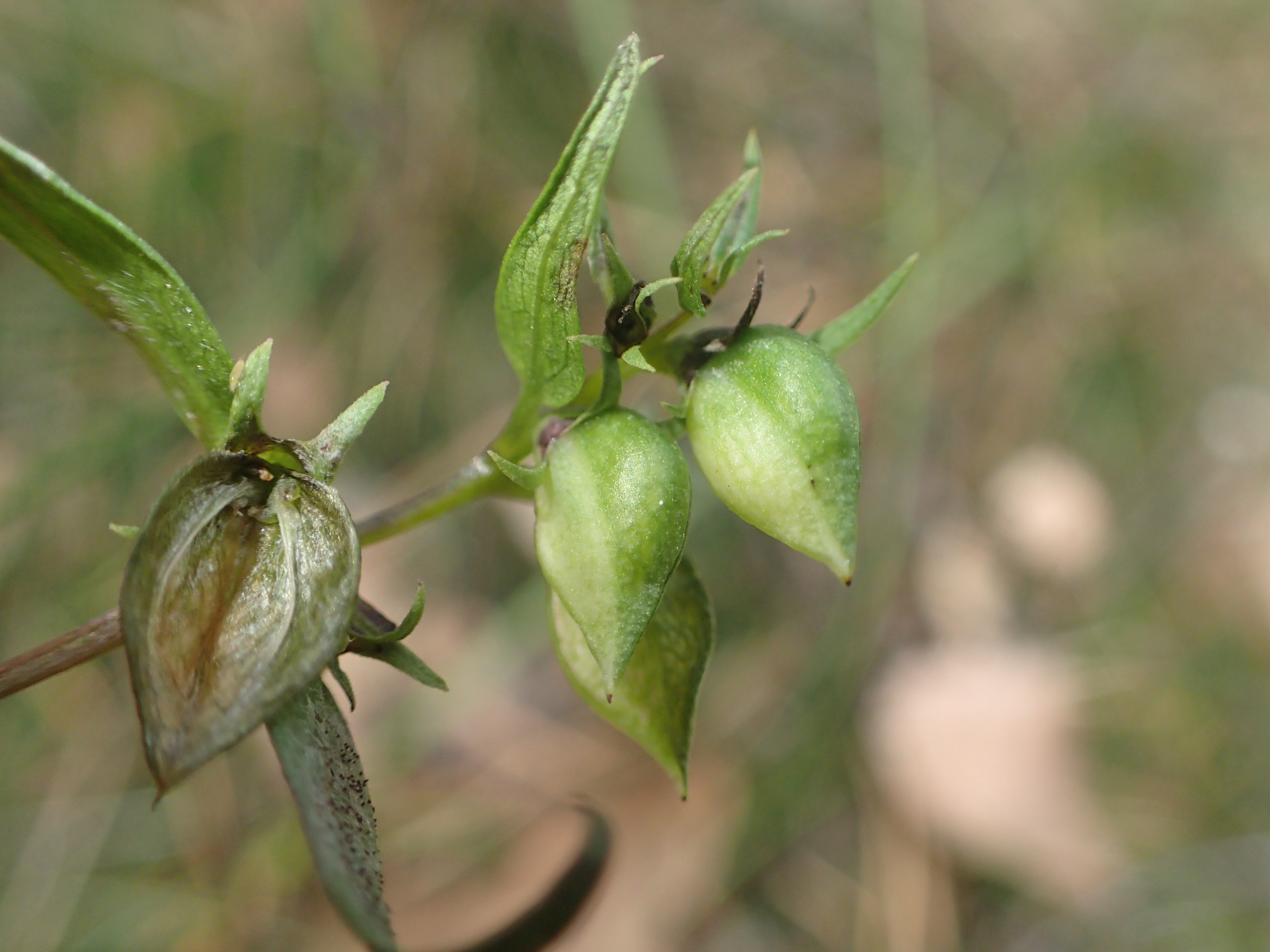
Owoce